# شهرستان گراتیت (میشیگان)
شهرستان گراتیت، میشیگان (به انگلیسی: Gratiot County, Michigan) یک سکونتگاه مسکونی در ایالات متحده آمریکا است که در میشیگان واقع شده‌است.